# Maria Alice (Cantora de Cabo Verde)
Maria Alice, é o nome artístico de Maria Alice de Fátima Rocha Silva (Ilha do Sal, 23 de Outubro de 1961) é uma cantora caboverdiana.
Mudou-se para cidade de Lisboa, em 1981, apresentando-se em espectáculos com outros músicos da Diáspora, sendo desde logo presença habitual nos programas das salas lisboetas Ritz Club e B.Leza, entre outros. Dedicada aos géneros populares Morna e Coladeira, tem como grande referência Cesária Évora. Gravou o seu álbum de estreia em 1994, intitulado Ilha d'Sal.
Para além de Portugal e Cabo Verde, apresentou-se em concertos e festivais em muitos países, como França, Holanda, Espanha, Grécia, Itália, EUA, San Marino, Suíça, Alemanha, etc. Actuou nos festivais Expo 94 (Sevilha), Expo 98 (Lisboa), Festival de Jazz de Montreal, Festival de Santa Maria, Expo de Shangai, etc. Participa no espectáculo de homenagem "Cesária Évora and Friends", em digressão por países como Inglaterra, Suiça, Suécia, Alemanha, França, China (Expo de Shangai), etc. Este espectáculo viria a ser editado em CD gravado ao vivo em Paris. Cantou em Moscovo com Cesária Évora e participou em Inglaterra na tournée "Women of Cape Verde", com Lura e Nancy Vieira.

## Discografia
1994, Ilha d'Sal

1996, D'Zemcontre

2002, Lágrima e Súplica

2008, Tocatina